# Gyöngy a sárban
A Gyöngy a sárban a  magyar Hobo Blues Band blueszenekar tizenhetedik nagylemeze.

## Számok
1. A láthatatlan légió – 3:22
2. Barátból ne legyen szolga – 3:33
3. Bukott angyal – 4:01
4. Lenn a folyónál – 3:46
5. Vadember – 4:29
6. Latin lecke – 3:22
7. Gyöngy a sárban – 4:15
8. Good bye Allen – 4:24
9. Lázas évtized – 4:59
10. Ülni, állni, ölni, halni – 3:23
11. Közép-európai Hobo Blues 2000 – 6:13
12. Rock And Roll királynő – 4:01

## Közreműködők
- Gyenge Lajos – dob
- Földes László – ének
- Hárs Viktor – basszusgitár, nagybőgő, vokál
- Pribil György – gitár
- Varga János – gitár
- Hajmann Béla – billentyűs hangszerek
- Kölcsényi Attila – hangmérnök